# Hat (músico)
Jan Åge Solstad, más conocido con su sobrenombre Hat (en noruego odio), es un músico noruego de black metal. Fue el vocalista original de la banda de black metal Gorgoroth, en la que permaneció desde 1992 hasta 1995. Participó en las dos demos de Gorgoroth y en los dos primeros álbumes de estudio, Pentagram (1994) y Antichrist (1996).
En 1996 dejó la banda y fue sustituido por Pest (Thomas Kronenes).

## Discografía
- A Sorcery Written in Blood (1993)
- Promo '94 (1994)
- Pentagram (1994)
- Antichrist (1996)